# 盎格鲁-撒克逊人 (贬义词)
盎格鲁-撒克逊人或盎格鲁-撒克逊是一个贬义词，被用以指稱英格蘭人、英国居民、英格蘭裔美國人、英格兰裔澳大利亚人及其他英语使用者，或是将英语用作常用语言的国家。

## 法国
“盎格鲁-撒克逊世界”的说法在欧洲的法语媒体中很常见。但这一说法没有科学上的定义，可以用来定义的标准都有局限性。这个说法在主要相关人士中引起了嘲笑，甚至是反感，因为他们认为这种说法与强烈的种族主义和过时观念有关。同时也有观点认为，自1970年代以来，这一词语在种族方面的内涵已经逐渐式微，取而代之的是更广泛的社会、文化与经济上的意义。

在战争时期，受到强烈民族主义情绪的影响，法国人普遍认为他们与“盎格魯-撒克遜人”（代指英語圈國家）和“条顿人”（代指德國）之间的差异是永久性的，认定他们自古以来就是彼此对立的种族。在科学技术等竞争领域也曾有这样的舆论，一些法国学者将英美学者对於“N射线”的质疑认定为“盎格魯-撒克遜人”所具有的“缺陷”所致。

## 俄罗斯
“盎格鲁-撒克逊人”一词在俄罗斯主要用于政治宣传目的。俄罗斯外交部长谢尔盖·拉夫罗夫、俄罗斯总统弗拉基米尔·普京、俄罗斯总统新闻秘书德米特里·佩斯科夫等俄罗斯高级官员都使用了这一用语。

### 使用
在2022年俄罗斯入侵乌克兰之前，俄罗斯官员和亲政府媒体就已经使用了“盎格鲁-撒克逊人”这个说法。在俄罗斯军队进入乌克兰领土的两三周前，對它的使用变得尤为显著。
2021年11月，俄罗斯联邦总统新闻秘书德米特里·佩斯科夫在评论美国媒体有关俄罗斯准备入侵乌克兰的报告时说，“盎格鲁-撒克逊媒体”正在“制造恐慌”。2022年1月31日，佩斯科夫提到：“当然，盎格鲁-撒克逊人正在加剧欧洲大陆的紧张局势。我们这些欧洲人应该认真考虑这个问题”。
当美国和英国决定从俄罗斯撤离外交官时，俄罗斯外交部长谢尔盖·拉夫罗夫说：“顺便一提，我们也在考虑一点：如果盎格鲁-撒克逊人撤离了他们的工作人员的话，也许他们正在策划些什么。我们也观察了他们的行动，并且可能也会建议我们外交机构的非必要人员回家休息一段时间。之后，拉夫罗夫再次重复“盎格鲁-撒克逊人”一词，并使用了“盎格鲁-撒克逊同事”这个词组，以作为“我们的西方伙伴”词组的变体。俄罗斯外交部的官方发言人玛丽亚·扎哈罗娃称朱利安·阿桑奇是一名“受盎格鲁-撒克逊镇压机器全力追捕的新闻工作者”  ；而在2022年2月上旬，就俄罗斯军队在乌克兰边境部署军队的问题，她尖锐回答道：“现在不是你们代表盎格鲁-撒克逊世界，去计算我们有多少军队、我们的军队在哪里以及它们要去哪里的时候。”2022年5月17日，德米特里·佩斯科夫表示，“盎格鲁-撒克逊媒体”在“发动信息战的国家排名”中领先。
自从俄罗斯全面入侵乌克兰、美国国会签署2022年乌克兰民主防卫租借法和多国开始向乌克兰提供武器后，“盎格鲁-撒克逊人”一词在俄罗斯电视上频繁出现。盎格鲁-撒克逊人被描述为俄罗斯的主要敌人并控制着乌克兰权力（“基辅军政府”），而俄罗斯则是在拯救乌克兰人免受盎格鲁-撒克逊人的统治。盎格鲁-撒克逊人被描绘为帝国主义者和纳粹主义者，向乌克兰极端主义者（“班德拉派”）下达了命令，并煽动乌克兰对抗俄罗斯。“盎格鲁-撒克逊人”一词通常用于指代英国和美国，但有时也会用于所有英语使用国家，甚至是整个西方世界及其盟友。俄罗斯政治人物通常会将“盎格鲁-撒克逊人”一词理解为“俄罗斯的敌人” 。
俄罗斯议员奥列格·马特韦伊切夫在谈到袭击乌克兰的意义时说：“盎格鲁-撒克逊人想用枪指着我们的脑袋。”而议员安德烈·古鲁廖夫则宣称：「盎格鲁-撒克逊人”想让欧洲去气化。俄罗斯联邦安全会议副主席副主席德米特里·梅德韦杰夫撰文称，西方试图瓦解俄罗斯，而这是“盎格鲁-撒克逊变态者的肮脏梦想。」

### 分析
《梅杜莎報》的評論員阿尔乔姆·埃菲莫夫聲稱，使用“盎格鲁-撒克逊人”一词可能会对俄罗斯国内的公众产生一定的影响，这可能是某种试图使俄罗斯與其他欧洲國家聯合起來去抗衡美国的企图。

## 中国大陆
中国一些学者和网民沿用“白人盎格魯-撒克遜新教徒”概念，将英语圈国家及其影响区域的白人通称为“盎格鲁-撒克逊人”，常简称“盎撒”或“昂撒”，是以美国为首的五眼聯盟、“西方集團”、“境外敵對勢力”等概念的代名词。这类用语被部分人士认为是冲击-反应模式在21世纪初中美关系特别是中美贸易战中的一种体现，是一种舆论上的“自卫”行为。与此同时，有一些人认为，此类用语带有一定程度上的种族主义色彩。

## 反對
美國駐俄羅斯大使林恩·M·特蕾西博士曾於2023年公開表示其反對使用這個短語，並且聲稱這一用法“很奇怪”，她説：「這根本不能反映美國的本質，美國是一個由來自於世界各地的人所構成的多元文化國家。」